# هالوپروگین
هالوپروگین (انگلیسی: Haloprogin) هالوپروژن یک داروی ضد قارچی است که برای درمان بیماری پای ورزشکاران و سایر عفونت‌های قارچی استفاده می‌شود. این دارو در کرم‌ها با نام‌های تجاری Halotex ،Mycanden ،Mycilan، و Polik. به بازار عرضه می‌شود.

## مکانیسم عمل
این دارو پیش‌تر در کرم های موضعی ۱% به عنوان یک عامل ضد قارچ استفاده می‌شد. این دارو عمدتاً برای درمان عفونت‌های پوستی بدون نسخه به بازار عرضه شد.  مکانیسم اثر ناشناخته است.
هالوپروگین عوارض جانبی زیادی داشت از جمله: تحریک، سوزش، وزیکولاسیون (تاول)، پوسته پوسته شدن و خارش. از آن زمان به دلیل پیدایش داروهای ضد قارچ مدرن‌تر با عوارض جانبی کمتر، مصرف آن متوقف شد.